# Stockem (Niederkassel)
Stockem ist ein östlicher Stadtteil von Niederkassel im nordrhein-westfälischen Rhein-Sieg-Kreis. Er liegt an der L 269 östlich des Stadtteils Uckendorf. Hier leben 32 Personen in drei Höfen (Stand 31. Dezember 2022). Sehenswert ist der Braschoshof, auch Drolshagener Hof genannt.

## Geschichte
Stockem wurde vermutlich 1003 erstmals erwähnt. Historisch treten neben Stockem auch die Bezeichnungen Stockheim und Stockum für den kleinen Ort auf. Der Wortbestandteil „Stock“ entspricht schon im Alt- und Mittelhochdeutschen seinen heutigen Bedeutungen, die in einem Zusammenhang mit Holz stehen (stok, stoc u. a. = Stab, Stecken, Ast, Pfahl u. ä.), während „-heim“ zumeist im Sinne von „Ort von...“ steht. 1555 gehörte die Honschaft Stockem zum Kirchspiel Niederkassel im bergischen Amt Löwenburg.
Die Gemeinde Stockem gehörte zur Bürgermeisterei Niederkassel. Sie hatte 182 ha Fläche, davon 172 ha Ackerfläche. Stockem war der einzige Ort der Kommune.
Die Gemeinde Stockem hatte 1885 sechs Haushalte und siebzig Einwohner (36 Männer und 34 Frauen). Alle Einwohner waren katholisch und gehörten zur Pfarrei Niederkassel.
Am 1. August 1969 wurde die bisher eigenständige Gemeinde aufgrund des § 8 des Bonn-Gesetzes in die Gemeinde Niederkassel eingegliedert.

### Einwohnerentwicklung
| Jahr | Einwohner |
| ---- | --------- |
| 1816 | 58        |
| 1843 | 70        |
| 1871 | 56        |
| 1905 | 62        |
| 1961 | 58        |